# ГЕС Джібло
ГЕС Джібло — гідроелектростанція в Екваторіальній Гвінеї, розташована у її материковій частині на річці Веле (бере початок в Габоні та, перетнувши територію Екваторіальної Гвінеї, впадає у Гвінейську затоку). Станом на середину 2010-х років найпотужніша ГЕС країни, проте поступиться цією позицією ГЕС Сендже, котру зводять на Веле нижче за течією.
В межах проекту річку перекрили бетонною гравітаційною греблею висотою 22 метри та довжиною 274 метри. Від неї починається дериваційний тунель, що прямує по лівобережжю річки до розташованого за 1,5 км машинного залу. Останній обладнаний чотирма турбінами типу Френсіс потужністю по 30 МВт. Відпрацьована вода повертається в річку по каналу довжиною 0,5 км. 
Станцію вартістю 257 млн доларів США спорудила у 2009—2012 роках китайська корпорація Sinohydro. Вона є частиною більш масштабного — 647 млн доларів США — проекту, котрий включає електрифікацію материкової частини країни з прокладанням 1366 км ліній електропередачі та спорудженням 26 підстанцій (в тому числі п'яти, розрахованих на напругу 220 кВ). В процесі будівництва проявились помилки у гідрологічних розрахунках на стадії проектування - природного стоку річки Веле в створі ГЕС Джибло виявилось недостатньо для гарантованого у контракті на будівництва річного виробітку електроенергії. Тому генеральний забудовник своїм коштом змушений був створити додаткове буферне водосховище з греблею, яка розташовується в 3,5 км вище проти течії річки. Буферне водосховище дозволило накопичувати додаткові обсяги води в сезони злив і завдяки попускам у посушливі періоди року збільшити витрати води на гідроагрегатах ГЕС Джибло, а це збільшило річний виробіток електроенергії до гарантованого рівня. Додатковим позитивним ефектом від існування буферного водосховища стане збільшення ефективності і нижче розташованої ГЕС Сендже завдяки додатковим витратам при маловодді. Фінансування цього проекту переважно забезпечив Експортно-імпортний банк Китаю.